# 다이시 댄스
다이시 댄스(일본어: ダイシ・ダンス, 영어: DAISHI DANCE, 1976년 ~ )는 일본의 디스크 자키이며, 본명은 스즈키 다이시(일본어: 鈴木 大士)이다. 3개의 턴테이블을 동시에 다루는 것으로 유명하며 그의 디제잉 모습을 따서 다이시 댄스라는 별명을 얻었다.

## 음악 경력
일본의 홋카이도에서 태어난 그는 현재까지도 삿포로를 중심으로 활동하고 있으며, 본래는 삿포로에 위치한 클럽인 프레셔스 홀(Precious Hall)에서 레지던스 DJ로 활동하면서 인지도를 높였다. 2006년 7월에 인디 레이블인 APT.에서 첫 정규앨범인 《the P.I.A.N.O set》을 발매했고, 2007년에 두번째 정규 앨범인 《Melodies Melodies》를 발매했다. 2008년부터는 활동 무대를 도쿄도에 위치한 클럽인 클럽 옐로(CLUB YELLOW)로 확장하였고, 2009년에는 역시 도쿄 도에 위치한, 아시아 최대 규모의 클럽인 ageHa에서 대한민국의 가수인 오지은과 협연을 하였다. 2011년에는 일본의 디스크자키인 도코토 미토미와 함께 프로젝트 그룹인 리미티드 익스프레스를 이루어 베스트 앨범인 《DAISHI DANCE & MITOMI TOKOTO project. Limited Express「PARTY LINE」》을 발매하였다.

## 음반 활동

### 정규 앨범
- 《The P.I.A.N.O set》 (2006년 7월 19일)
- 《Melodies Melodies》 (2007년 10월 3일)
- 《The ジブリ set》 (2008년 7월 2일)
- 《Spectacle.》 (2009년 10월 7일)
- 《Spectacle."UPDATE! special limited set"》 (2010년 2월 2일)
- 《WONDER Tourism》 (2012년 11월 14일)
- 《NEW PARTY》 (2013년 9월 25일)
- 《GEKIMORI》 (2014년 8월 6일)

### 싱글 앨범
- 《LET LIFE LOOSE feat. Lori Fine》 (2006년 3월 31일)
- 《What Really Matters》 (2007년 2월 16일)
- 《LOVE, TRUST, BELIEVE》 (2007년 4월 20일)
- 《the P.I.A.N.O. ep》 (2007년 7월 27일)
- 《HOME LP MELODIES MELODIES》 (2007년 8월 31일)
- 《PROLOGUE OF LIFE》 (2007년 10월 5일)
- 《WINTER NIGHT MELODIES／I BELIEVE》 (2007년 11월 2일)

### 리믹스 앨범
- 《the ジブリ set》 (2008년 7월 2일)
- 《DAISHI DANCE remix.》 (2009년 1월 21일)
- 《DAISHI DANCE remix...2》 (2009년 1월 21일)
- 《Mellow Relaxation》 (2012년 3월 7일)
- 《the ジブリ set 2》 (2013년 12월 18일)

### 믹스 CD
- 《MYDJBOOTH DJ MIX 1》 (2010년 4월 28일)
- 《MYDJBOOTH DJ MIX 2》 (2011년 11월 9일)
- 《MYDJBOOTH DJ MIX 3》 (2013년 3월 27일)
- 《EDM LAND》 (2014년 5월 14일)
- 《Heartbeat presents SOUND MUSEUM VISION mixed by DAISHI DANCE》 (2014년 11월 26일)

### 베스트 앨범
- 《Timetraveler Re-Edit BEST》 (2015년 4월 22일)

### 프로젝트 앨범
- 《DAISHI DANCE×→Pia-no-jaC←「PIANO project.」》 (2010년 8월 4일)
- 《DAISHI DANCE & MITOMI TOKOTO project. Limited Express「PARTY LINE」》 (2011년 6월 1일)

## 같이 보기
- 리미티드 익스프레스
- 도코토 미토미
- 프리템포